# جین اشورث
جین اشورث (انگلیسی: Jeanne Ashworth; ۱ ژوئیهٔ ۱۹۳۸ – ۴ اکتبر ۲۰۱۸) ورزشکار اسکیت سرعت اهل ایالات متحده آمریکا بود.
وی در مسابقات کشوری و بین‌المللی در مجموع برندهٔ ۱ مدال برنز شده‌است.